# Monster Truck Madness
Monster Truck Madness (nombre en código: Metal Crush, nombre de prelanzamiento: Heavy Metal Truck) es un juego de PC desarrollado por Terminal Reality y publicado por Microsoft, en 1996.

## Características
Monster Truck Madness es un juego de carreras que permite a los jugadores elegir un monster truck y competir con jugadores con inteligencia artificial en uno de sus cuatro modos - drag, circuito, rally y torneo. También es posible competir en línea por medio de DirectPlay.
Durante el juego, los comentarios son proveídos por "Army" Armstrong, el Murray Walker del mundo de los monster trucks. Nótese el tono modular en que las voces están dichas, como Grave Digger / is doin' it / in the air!  (Grave Digger lo está haciendo en el aire!)

### Secuela
Una secuela del original y lanzada en 1998, Monster Truck Madness 2 ofrece gráficas mejoradas, interfaz mejorada, daño, posibilidad de uso de tarjetas gráficas 3DFX, nuevos camiones y pistas y la adición de variar las condiciones de clima.

## Monster trucks disponibles
- Bearfoot
- Bigfoot
- Boogey Van
- Carolina Crusher
- Grave Digger
- Monster Patrol
- Overkill
- Power Wheels Bigfoot
- Rampage
- Samson
- Snake Bite
- The Patriot (solo en la versión beta del juego)
- Wildfoot

## Pistas disponibles

### Drags
- B.C. Place
- Indiana State Fairgrounds
- RCA Dome
- Tacoma Dome
- Trans World Dome

### Circuitos
- A Crazy Eight
- Canyon Adventure
- Mud Pies
- Round and Round
- Winding Way
- A Crazyer eight (agregado)
- King of the Hill (agregado)
- Sierra Logging Run (agregado)

### Rallies
- Arizona
- Highlands Rally
- Yucatán Adventure
- Snowy Canyon (agregado)